# Hermann Zumpe
Hermann Zumpe (Taubenheim, Saxònia, 9 d'abril de 1850 - Múnic, Baviera, 4 de setembre de 1903) fou un compositor i director d'orquestra alemany.
Fou un dels directors d'orquestra més eminents del segle xix, ensems que notable compositor dramàtic. Comença guanyar-se la vida com a mestre d'escola a Weinsdorf i més tard a Leipzig. La seva resolta vocació per la música li feu abandonar l'any 1871 la professió de mestre i començar seguidament els estudis de la música sota la direcció de Totman. Com que mancava dels diners necessaris per la seva subsistència, amb el fi de procurar-se'l acceptà un lloc de músic de «soroll» en l'orquestra del Teatre Municipal, on durant un any tocà el triangle, i des del 1873 fins al 1876 el de copista del teatre de Bayreuth.
Segons ell mateix confessava després als seus amics, l'estudi de les partitures de Wagner li havia ensenyat més que tots els llibres de composició i instrumentació, així com les modèliques representacions d'aquests teatre i l'assistència als assaigs dirigits pels millors kapellmeister d'Alemanya li havien mostrat tots els secrets del difícil art de dirigir l'orquestra.
En possessió d'una sòlida i completa tècnica, començà actuar en el teatre de Salzburg, amb extraordinari èxit, sent contractat immediatament pels de Würzburg, Magdeburg, Frankfurt i Hamburg. El 1891 fou nomenat kapellmeister de la cort de Stuttgart, i el 1895 director de l'orquestra Kaim, de Múnic, i concermeister de la cort de Baviera.
La seva fama com a director d'orquestra el portà donar concerts per totes les principals ciutat d'Europa, sent reconegut unànimement per la crítica de tots els països on actuà com una de les majors autoritats en la seva especialitat. Sobretot la música de Wagner i Beethoven tingueren en aquest artista un insuperable intèrpret. Com a compositor també ocupà un lloc distingit a Alemanya, deguen-se citar especialment entre les seves obres teatrals l'òpera fantàstica: Anahra, (Berlín, 1880) Die verwungschene Princessin, òpera còmica. Farinelli, opereta, (Berlín, 1880).Karin, opereta (Hamburg, 1886) Polnische Wirtschaft, (Berlín, 1890) Sawitri, òpera pòstuma en tres actes i acabada per Roessler, que es representà a Schwerin el 1907. També va compondre diversa música simfònica, entre ella l'obertura de concert Wallestein Tood, i diversos i inspirats lieder.